# Anny Konetzni
Anny Konetzni fue una soprano dramática austríaca nacida en Bela Crkva en 1902 y fallecida en Viena en 1968 eminente en personajes de Wagner y Strauss.
La mayor y menos famosa de las hermanas Konetzni, (Hilde Konetzni) ambas sopranos líricas, debutó en Viena como contralto en 1925. 
En la década del treinta cantó en París, Viena, Berlín, La Scala, Covent Garden y el Teatro Colón en Buenos Aires entre 1933 y 1938 como Fidelio, Brunilda, Venus, la Mariscala, Ifigenia, Kundry e Isolda. En la temporada 1934 - 1935 cantó en el Metropolitan Opera de New York. 

## Discografía
- Wagner: Parsifal / Moralt, Viena 1949
- Wagner: Tristan Und Isolde /Erich Kleiber, Colon 1938
- Lebendige Vergangenheit - Hilde Konetzni